# Seryk Achmetow
Seryk Nygmetuły Achmetow (kaz. Серік Нығметұлы Ахметов; ros. Серик Ныгметович Ахметов, Serik Nygmetowicz Achmetow; ur. 25 czerwca 1958 w Temyrtau) – kazachski polityk, minister transportu i komunikacji w latach 2006–2009, wicepremier od 20 stycznia do 24 września 2012, premier Kazachstanu od 24 września 2012 do 2 kwietnia 2014, minister obrony od 3 kwietnia do 22 października 2014.

## Życiorys
Seryk Achmetow urodził się w 1958 roku w Temyrtau. Ukończył metalurgię na Państwowym Uniwersytecie Technicznym w Karagandzie. Karierę zawodową rozpoczynał w kombinacie metalurgicznym w tym mieście. Jednocześnie w latach 1983–1990 zajmował różne stanowiska w strukturach Komunistycznej Partii Związku Radzieckiego, m.in. był pierwszym sekretarzem regionalnej komisji Komsomołu w Karagandzie. W latach 90. pełnił funkcję szefa Wydziału Zagranicznych Stosunków Gospodarczych w karagandyjskim kombinacie.
W 2001 roku objął urząd burmistrza Temyrtau, który zajmował do 2003 roku, a w kolejnych latach pełnił kolejno funkcję wiceburmistrza Astany (2003–2005), szefa Państwowej Inspekcji ds. Nadzoru Administracyjnego i Polityki Personalnej w administracji prezydenta Nursułtana Nazarbajewa oraz przewodniczącego Unii Przedsiębiorców i Pracodawców Kazachstanu.
Od 25 września 2006 do 3 marca 2009 zajmował stanowisko ministra transportu i komunikacji w rządach Daniała Achmetowa i Karima Masimowa. 19 listopada 2009 został dekretem prezydenta mianowany gubernatorem obwodu karagandyjskiego. 20 stycznia 2012, po wyborach parlamentarnych, ponownie wszedł w skład rządu Karima Masimowa, obejmując w nim urząd wicepremiera.
W dniu 24 września 2012, w wyniku zmian w rządzie dokonanych przez prezydenta Nazarbajewa, objął stanowisko premiera Kazachstanu. Urzędujący dotychczas premier Masimow został mianowany szefem gabinetu prezydenta, podczas gdy Achmetow został desygnowany na stanowisko nowego szefa rządu. Jeszcze tego samego dnia kandydaturę Achmetowa jednogłośnie zaakceptował parlament.
2 kwietnia 2014 Achmetow podał swój rząd do dymisji. Rezygnacja jeszcze tego samego dnia została przyjęta przez prezydenta Nazarbajewa, jednak z zaznaczeniem iż zarówno premier, jak i ministrowie będą pełnić swoje urzędy do czasu sformowania nowego gabinetu. Prawdopodobnym powodem rezygnacji była przeprowadzona przez rząd na początku roku nieudana dewaluacja Tenge. Prezydent na następcę Achmetowa zaproponował byłego premiera Karima Masimowa, który został zaprzysiężony przez parlament tego samego dnia.
3 kwietnia 2014 Achmetow został zaprzysiężony na stanowisku ministra obrony w rządzie Karima Masimowa. 22 października 2014 został odwołany ze stanowiska i zastąpiony przez Imangalego Tasmagambetowa.

### Postępowanie karne
19 listopada 2014 Seryk Achmetow został umieszczony w areszcie domowym na polecenie sądu okręgowego w Karagandzie pod zarzutami korupcji, defraudacji i nadużyć budżetu państwa, 8 stycznia 2015 ten sam sąd polecił przedłużenie aresztu. 27 lipca 2015 odbyła się pierwsza rozprawa Achmetowa przed sądem w Karagandzie, byłemu premierowi postawiono łącznie 6 zarzutów o charakterze korupcyjnym. Wraz z nim zarzuty w tej samej sprawie otrzymali były gubernator obwodu karagandyjskiego i były burmistrz Karagandy.